# Maple Grove
Maple Grove je město ve Spojených státech amerických. Nachází se v okrese Hennepin County ve státě Minnesota. Ve městě žije  obyvatel a jeho rozloha činí . Je předměstím města Minneapolis a zároveň jedenáctým nejlidnatějším městem ve státě Minnesota.
Město bylo založeno roku 1858. V centru města se nachází oblast zvaná Arbor Lakes a nachází se zde také největší hinduistický chrám v Minnesotě zvaný Hindu Temple of Minnesota. Město sousedí s celkem šesti dalšími městy včetně např. města Brooklyn Park.